# Сурова (Любуське воєводство)
Сурова (пол. Surowa, нім. Syrau) — село в Польщі, у гміні Жари Жарського повіту Любуського воєводства.
Населення — 184 особи (2011).
У 1975-1998 роках село належало до Зеленогурського воєводства.

## Демографія
Демографічна структура станом на 31 березня 2011 року:
|          | Загалом | Допрацездатний вік | Працездатний вік | Постпрацездатний вік |
| -------- | ------- | ------------------ | ---------------- | -------------------- |
| Чоловіки | 88      | 18                 | 64               | 6                    |
| Жінки    | 96      | 22                 | 56               | 18                   |
| Разом    | 184     | 40                 | 120              | 24                   |